# Amata prosomoea
Amata prosomoea är en fjärilsart som beskrevs av Turner 1905. Amata prosomoea ingår i släktet Amata och familjen björnspinnare. Inga underarter finns listade i Catalogue of Life.